# محمود الرحبي
محمود الرحبي هو روائي وقاص عماني من مواليد 1969، صدر له عدداً من المجموعات القصصية منها «أرجوحة فوق زمنين» التي حازت على المركز الأول «لجائزة دبي الثقافية» في 2009. و «ساعة زوال» الحائزة على جائزة السلطان قابوس في دورتها الأولى من عام 2012. كما صدر للرحبي أربع روايات منها «أوراق الغريب».

## السيرة الذاتية
محمود الرجبي هو روائي وقاص عماني ولد في آواخر عام 1969م في قرية سرور، عُمان انتقل الرحبي للمغرب لإكمال دراسته الجامعية، وهناك درس الإجازة في الأدب العربي، وحصل على الماجستير في الأدب العربي من جامعة الملك محمد الخامس، كما حصل على شهادة ماجستير أخرى في الإعلام من تونس. وأثناء وجوده في الرباط، حضر الرحبي العديد من الندوات والمحاضرات لمحمود درويش ونزار قباني وروجيه جارودي وجاك بيرك.
بدأ الرحبي مشواره في الكتابة حينما كان مقيماً في الرباط، حينما شجعه عالم الاجتماع السوداني إبراهيم حيدر أن ينشر قصته في جريدة القدس العربي، واستمر الرحبي في إرسال أعماله القصصية للجريدة وكانت من بينها «اللون البني» وهي مجموعة قصصية صدرت في 1998 والتي من خلالها بدأ الرحبي مشواره الأدبي الحقيقي.
يكتب الرحبي في مجال القصة القصيرة والرواية، حيث صدر له حتى الآن أكثر من سبع مجموعات قصصية، منها ما ترجم إلى لغات أخرى. وتعد أحدث هذه المجموعات القصصية «ثلاث قصص جبلية» الصادرة في عام 2020 عن الجمعية العُمانية للكُتّاب والأدباء بالتعاون مع الآن ناشرون وموزعون بعّمان، وصدر له أربع روايات منها «أوراق الغريب».  يأخذ الرحبي من موطنه عُمان حكايات ليبني عليها أعماله. كما يذهب إلى ربط الواقع في قصصه بالفنتازيا والسريالية مستخدماً اللغة البسيطة في توصيلها للقارئ.
حصل الرحبي على عدد من الجوائز الأدبية منها جائزة السلطان قابوس للثقافة والفنون والآداب في دورتها الأولى لعام 2012 عن مجموعته القصصية «ساعة زوال». كما حازت مجموعته القصصية «أرجوحة فوق زمنين» على المركز الأول في جائزة دبي الثقافية في عام 2009. كما وصلت «لم يكن ضحكاً فحسب» إلى القائمة القصيرة لجائزة الملتقى للقصة العربية القصيرة بالكويت في 2017. ووصلت «صرخة مونش» للقائمة القصية لنفس الجائزة في عام 2019.

## أعماله ومؤلفاته

### المجموعات القصصية
صدر للرحبي عدداً من المجموعات القصصية منها:
- «اللون البني» 1998
- «لماذا لا تمزح معي؟» 2008
- «أرجوحة فوق زمنين» دار نينوي للدراسات والنشر والتوزيع، 2011
- «ساعة زوال» دار فضاءات للنشر والتوزيع، 2012
- «لم يكن ضحكا فحسب» دار فضاءات للنشر والتوزيع، 2017
- «حديقة السهو» 2018
- «صرخة مونش» 2019
- «ثلاث قصص جبلية» الجمعية العُمانية للكتّاب والأدباء بالتعاون مع الآن ناشرون وموزعون بعّمان، 2020

### الرواية
- «خريطة الحالم» منشورات الجمل، 2010
- «درب المسحورة» دار الانتشارالعربي، 2010
- «فراشات الروحاني» دار فضاءات للنشر والتوزيع، 2013
- «أوراق الغريب» 2017

## الجوائز
حصلت أعمال الرحبي وترشحت لعددِ من الجوائز الأدبية منها:
- حازت مجموعته القصصية «لماذا لا تمزح معي» على جائزة أفضل إصدار قصصي في معرض مسقط للكتاب في عام 2008.[1]
- حازت مجموعته «أرجوحة فوق زمنين» على المركز الأول لجائزة دبي الثقافية في عام 2009.
- حازت مجموعته القصصية «ساعة زوال» على جائزة السلطان قابوس للثقافة والفنون والآداب في دورتها الأولى في عام 2012.
- ووصلت مجموعته «لم يكن ضحكًا فحسب» إلى القائمة القصيرة لجائزة الملتقى للقصة العربية القصيرة بالكويت في عام 2017.
- وصلت مجموعته القصصية «صرخة مونش» إلى القائمة القصيرة لجائزة الملتقى للقصة العربية القصيرة بالكويت في عام 2019.